# Melanoplus hinei
Melanoplus hinei är en insektsart som beskrevs av Thomas, E.S. 1930-1939. Melanoplus hinei ingår i släktet Melanoplus och familjen gräshoppor. Inga underarter finns listade i Catalogue of Life.